# Lenny Bruce
Lenny Bruce (Mineola, Nova York, 13 de outubro de 1925 — Los Angeles, Califórnia, 3 de agosto de 1966), nascido Leonard Alfred Schneider, foi um famoso comediante norte-americano nos anos 1950 e 1960. Seu julgamento e condenação por obscenidade em 1964 levou o Estado de Nova Iorque conceder o primeiro perdão póstumo da história.

## Vida
Bruce nasceu em Mineola, Nova Iorque, cresceu nas proximidades de Bellmore, e  estudou na Wellington C. Mepham High School. Sua juventude foi conturbada, seus pais se divorciaram quando ele tinha cinco anos, e Lenny vivia na casa de parentes. Sua mãe, Sally Marr (Sadie Kitchenberg), era uma artista que exerceu uma enorme influência na carreira de Bruce. Após passar um tempo na fazenda da família, ele se juntou ao exército com 17 anos, e se viu cumprindo o dever na Europa. Em maio de 1945, ele relatou ao seu oficial médico no navio que estava experimentando desejos homossexuais. Isso levou a sua Dispensa Desonrosa (Dishonorable Discharge) em julho de 1945. No entanto, ele não tinha sido admitido ou considerado culpado de qualquer violação dos regulamentos navais e conseguiu ter sua dispensa mudada para "Sob Condições Honrosas... por motivo de inaptidão para o serviço naval."
Em 1947, logo após mudar seu nome para Bruce, ele conseguiu 12 dólares pela sua primeira performance stand-up no Brooklyn, em Nova Iorque. A partir daí começou a fazer pequenas apresentações, sendo uma delas no Arthur Godfrey Talent Scouts show, fazendo uma parodia impagável dos artistas de cinema da época.
Em 1951, ele foi preso em Miami, Florida, por se passar por padre. Ele estava pedindo doações para uma colônia de leprosos na Guiana Inglesa após surrupiar as vestes de um religioso numa lavanderia. Ele não foi condenado por causa das leis Estado, se contar que os clérigos não conseguiram provar a sua farsa, já que realmente existia uma colônia na Guiana. Tempos depois em sua autobiografia How to Talk Dirty and Influence People, ele relatou que juntou cerca de $ 8 000 em três semanas, enviando $2,500 para a colônia de leprosos e ficando com o resto.

## Carreira
Bruce  logo começou a escrever roteiros e peças teatrais;  Dance Hall Racket de 1953, tinha o próprio Bruce, além de sua mãe e esposa. Outros filmes Dream Follies de 1954, e um filme infantil, The Rocket Man, de 1954 vieram. Ele também lançou quatro álbuns pela gravadora  Fantasy Records, cheio de piadas, e é claro, com seus temas recorrentes preferidos; jazz, filosofia, política, patriotismo, religião, Direito, Racismo, aborto, Drogas,  Ku Klux Klan, e Judaísmo. Esses álbuns mais tarde foram compilados e lançados como The Lenny Bruce Originals. Mais outros dois CDs foram produzidos por Bruce, incluindo um apresentação de 1961 feita por ele em São Francisco. A partir daí ele começou a ter problemas legais.
Sua fama cresceu, e ele começou a aparecer em programas de TV, principalmente depois de sua participação no programa Steve Allen Show, onde ele fez o famoso comentário a respeito do recente casamento de Elizabeth Taylor; "will Elizabeth Taylor become bar mitzvahed?"
Lenny também começou a ganhar atenção da imprensa, recebendo criticas tanto favoráveis quanto contrárias. O colunista do sindicato da Broadway, Hy Gardner chamou Bruce de chato e "a um passo do freak show," enquanto a revista Variety o declarou " indisciplinado e enfadonho". Todavia, o influente colunista de  São Francisco Herb Caen, declarou em 1959:

Eles chamam Lenny Bruce de doente, e isso ele realmente é. Doente por causa de uma geração pretensiosa que faz com que seu humor seja viciante. Ele é um rebelde, mas não sem uma causa, pois existem egos não inchados por ai. Às vezes você se sente culpado por rir de algumas piadas mordazes de Bruce, mas tudo some logo depois de ele, com a sua voz amaciada, confirmar: é verdade. '
Em 3 de fevereiro de  1961, e meio a uma tempestade, ele fez um conhecido show no  Carnegie Hall em Nova York. Esse concerto foi gravado e depois lançado com o título de The Carnegie Hall Concert. No encarte do disco, o critico  Albert Goldman escreveu:
 Esse foi o momento que o até então desconhecido comediante chamado Lenny Bruce deu uma de suas melhores performances da sua carreira

## Problemas legais
Em 4 de outubro de 1961 Bruce foi preso por obscenidade em um  Workshop de San Francisco; ele havia usado a palavra  "cocksucker" junto de outras construções frásicas ambíguas. Embora ele tenha sido inocentado das acusações, a policia começou a observar Lenny mais de perto, levando a constantes prisões por obscenidade. Ele também foi preso na  Filadélfia, Pensilvânia por posse de drogas, tendo sido preso pelo mesmo crime dois anos depois em Los Angeles.
Na própria Los Angeles ele foi preso por obscenidade por usar um nome chulo para pênis.
Em abril de 1964, ele apareceu duas vezes no  Cafe Au Go Go em Greenwich Village, com detetives da policia disfarçados na plateia. Nas duas ocasiões, ele foi preso assim que deixou o palco, acusado de diversas obscenidades.
Foi feito um julgamento e Bruce foi condenado por atentado à moral em 4 de novembro de  1964. Ele foi condenado mesmo com o pedido de diversas celebridades da época como Woody Allen, Bob Dylan, Jules Feiffer, Allen Ginsberg, Norman Mailer, William Styron e James Baldwin, entre outros, como a jornalista Dorothy Kilgallen e o sociólogo Herbert Gans. Em 21 de dezembro do mesmo ano, ele foi encarcerado em um reformatório por quatro meses. Após pagar um fiança ele foi solto para aguardar um recurso em liberdade, coisa que nunca ocorreu, pois ele morreu nesse período.

## Últimos anos
Apesar de ser um comediante famoso, Bruce só apareceu na TV seis vezes em toda sua vida. Em suas últimas apresentações, Bruce relatava suas constantes prisões e o cerco da policia em sua vida. Ao seu estilo irreverente, afirmava que seu direito de liberdade de expressão estava sendo ferido.
Ele foi expulso diversas vezes de casa noturnas nos Estados Unidos. Em 1962 foi expulso de uma apresentação em Sydney, Austrália. No seu primeiro show lá, assim que subiu no palco, ele disse: "Mas que puta audiência maravilhosa". Ele foi preso imediatamente.

## Morte e perdão
Em 3 de agosto de 1966, Bruce foi encontrado morto na sua casa em Hollywood Hills. A foto "oficial", tirada do local da morte, mostrava Bruce deitado nu no chão, sendo que uma seringa junto de entorpecentes foram achados perto do corpo. Phil Spector comprou os negativos para evitar que a mídia explorasse a morte de Bruce. A causa oficial da morte foi envenenamento por morfina causado por overdose acidental de drogas".
Ele foi enterrado no Eden Memorial Park Cemetery em Mission Hills, na Califórnia, em 21 de agosto de 1966. Dick Schaap fez um famoso comentário da morte do artista: "Apenas quatro palavras para descrever a morte de Bruce: Morto. Aos quarenta. Isso é obsceno."
Em 23 de dezembro de 2003, 37 anos após a sua morte, Bruce recebeu do governador de Nova Iorque George Pataki, o perdão da condenação por obscenidade.

## Legado
Em 2004, Bruce foi o terceiro colocado entre os cem maiores stand-ups de todos os tempos, sendo precedido por Richard Pryor e George Carlin, ambos influenciados por ele. Numa eleição parecida em 2007, Bruce foi votado o número 30 entre os maiores 100 comediantes da história segundo os telespectadores do Canal 4 da Grã Bretanha.
Bruce foi tema de um filme de 1974 dirigido por Bob Fosse estrelando Dustin Hoffman chamado Lenny, baseado na peça teatral escrito por  Julian Barry.  Um documentário sobre Lenny, chamado "Looking for Lenny", dirigido por Elan Gale, foi lançado em 2011.

## Lenny Bruce na mídia
- A canção It's the End of the World as We Know It (And I Feel Fine) do R.E.M. inclui referências a um quarteto de pessoas famosos que compartilham todos as iniciais LB com Lenny Bruce sendo um deles (os outros são Leonard Bernstein, Leonid Brejnev e Lester Bangs). Bruce é mencionado na linha de abertura da música: "That's great, it starts with an earthquake, birds and snakes, an aeroplane, Lenny Bruce is not afraid."[17]
- A canção de Bob Dylan, Lenny Bruce do álbum Shot of Love descreve uma breve viagem de táxi compartilhado por dois homens. Na última linha da canção, Dylan lembra: "Lenny Bruce was bad, he was the brother that you never had" (Lenny Bruce era ruim, ele era o irmão que você nunca teve).[18]
- Lenny Bruce é listado como um ídolo boêmio na música 'La Vie Bohème' do musical Rent
- Lenny Bruce aparece na linha superior da capa do álbum, Sgt. Pepper's Lonely Hearts Club Band dos Beatles.[19]
- O quarto álbum de Tim Hardin lançado em 1968, Tim Hardin 3 Live in Concert, inclui a canção Lenny's Tune, escrito sobre seu amigo, Lenny Bruce.[20]
- O álbum Chelsea Girl da Nico inclui uma faixa intitulada Eulogy To Lenny Bruce que era "Lenny's Tune", de Tim Hardin, com as letras ligeiramente alteradas. Nele, ela descreve sua tristeza e raiva pela morte de Bruce.[21]
- A canção Broadway Melody of 1974 do álbum The Lamb Lies Down on Broadway da banda Genesis, Bruce é mencionado no verso "Lenny Bruce declares a truce and plays his other hand" [22]
- Uma versão fictícia de Lenny Bruce é interpretada por Luke Kirby na série da Amazon, The Marvelous Ms. Maisel ( 2017 – presente). Na série, Lenny Bruce é um amigo próximo, amante e defensor de Midge Maisel, interpretada por Rachel Brosnahan. Kirby ganhou um Emmy por sua interpretação de Lenny Bruce em 2019.[23]